# وویچیخ بارتنیک
وویچیخ بارتنیک (انگلیسی: Wojciech Bartnik؛ زادهٔ ۲ دسامبر ۱۹۶۷) بوکسور اهل لهستان است.